# Mary Rose
Mary Rose je bila engleska karaka koja je na sebi imala 78 topova (91 nakon 1536.), porinuta je u luci Portsmouth između 1509. i 1510.

## Ime
Pretpostavlja se da je ime Mary dobila po sestri engleskog kralja Henrika VIII te po ruži (engl. rose), amblemu dinastije Tudor.

## Tehnički podaci
Smatra se da je bila jedno od prvih plovila sagrađenih kao ratni brod za englesku mornaricu, što znači da nije nikada služila kao teretni brod. Imala je deplasman od 500 tona (700 tona nakon 1536.), bila je duga 38,5 m te široka 11,7 m. Njena posada se sastojala od 200 mornara, 185 vojnika i 30 topnika. Godine 1528. i 1536. je nadograđivana.

## Ratna uloga
Mary Rose je uglavnom služila kao admiralski brod sir Edwarda Howarda u doba Talijanskih ratova. Istakla se u tada čestim okršajima s francuskom flotom. Potopljena je u bitci kod Solenta.

## Vađenje olupine
Olupina Mary Rose je izvađena tek 1982. godine nakon mnogo neuspjelih pokušaja. Njeni ostaci kao i niz ostalih predmeta su izloženi u portsmouthskom muzeju.